# Pelegrí Lluís Llorens i Raga
Pelegrí Lluís Llorens i Raga (Catarroja, Horta Sud, 1903 - València, 1976) fou un sacerdot, arxiver, professor, cronista i erudit valencià.
Fou ordenat sacerdot el 1926, i l'any 1953 obtingué per oposició la plaça d'arxiver de la seu de Sogorb, a l'Alt Palància, on s'encarregà de reorganitzar la biblioteca i l'arxiu. Exercí com a professor d'història universal i d'art al seminari diocesà de Castelló de la Plana, i fou cronista oficial de Montcada de l'Horta des de 1950, i de Catarroja des de 1952. Ocupà el càrrec de director del Centre de Cultura Valenciana des del 1972. A més, fou acadèmic corresponent de la Reial Acadèmia de Belles Arts de Sant Carles de València i membre honorífic de Lo Rat-Penat.
La seva producció historiogràfica tractà, fonamentalment, de temes locals i religiosos, especialment de l'època foral. Els seus estudis, imbuïts del nacionalcatolicisme falangista posterior a la Guerra Civil espanyola, en el qual milità ideològicament, li feren prendre partit, al llarg de la seva obra, per posicions conservadores, antidemocràtiques i ideològicament pròximes al franquisme. Això no obstant, elaborà una història neopositivista basant-se en els documents d'arxiu, malgrat els greus errors de transcripció de documents, d'interpretació, etc.

## Publicacions[1]
- La ciudad de Moncada. Ensayo histórico (1950)
- La Catedral de Valencia y el culto a María Santísima (1956)
- Los moriscos y la parroquia de San Pedro de la ciudad de Segorbe (1958)
- Presencia histórica de la Sede de Segorbe en el Reino de Valencia (1960)
- Inés de Moncada. Estudio biográfico (1960), La villa de Catarroja (1967)
- Catálogo de pergaminos del Archivo de Segorbe (1968)
- El códice del Compromiso de Caspe, existente en el Archivo de la catedral de Segorbe. Diario del proceso (1968)
- Inventario de los fondos del Archivo Histórico de la Catedral de Segorbe (1970)
- La Orden de Montesa en el Reino de Valencia durante el siglo XIV (1970)
- El obispo mártir. Perfil biográfico de monseñor doctor Manuel Irurita y Almandoz (1972)
- Episcopologio de la Diócesis de Segorbe-Castellón (1973)
- Vila y Baronía de Masalavés (1976)
- Restos de la dominación árabe en Valencia (inèdit), premiat als Jocs Florals de Manises del 1946
- Bibliografía del M. I. Sr. D. José Sanchis y Sivera (inèdit), premi extraordinari del Centre de Cultura Valenciana del 1946.